# Proranus ghilianii
Proranus ghilianii är en insektsart som beskrevs av Maximilian Spinola 1850. Proranus ghilianii ingår i släktet Proranus och familjen dvärgstritar. Inga underarter finns listade i Catalogue of Life.